# Bento de Oliveira Braga
Bento de Oliveira Braga foi um fazendeiro na região de Vassouras e político brasileiro.
Foi o presidente da Câmara Municipal do Rio de Janeiro entre 1830 e 1833.
Atuou como deputado pela Província do Rio de Janeiro no período de 1834 a 1837, tendo assumido a presidência da Casa em 1834.